# 伊勢原市立伊勢原小学校
伊勢原市立伊勢原小学校（いせはらしりついせはらしょうがっこう）は、神奈川県伊勢原市伊勢原4丁目にある公立小学校である。

## 概要
- 本校は、伊勢原市中心部に位置する。

## 沿革
出典
- 1872年（明治5年） - 学制発布により伊勢原村外、東大竹村、田中村、板戸村、池端村、白根村の五ヶ村をもって、第1大学区第29中学区第53番小学区域と定める。
- 1873年（明治6年） - 伊勢原村大福寺の本堂で児童教育を開始し、これをもって本校の創立とする。
- 1875年（明治8年） - 伊勢原村宮脇に移転し、恢立（かいりゅう）館とする。
- 1879年（明治12年） - 教育令により、伊勢原村外五ヶ村立小学伊勢原学校と改称。
- 1892年（明治25年） - 伊勢原村立尋常伊勢原小学校に指定される。
- 1894年（明治27年） - 高等科併設により、伊勢原町立尋常高等伊勢原小学校と改称。
- 1915年（大正4年） - 伊勢原町田中境に移転。
- 1923年（大正12年）
  - 時期不明 - 中郡伊勢原尋常高等学校と改称。
  - 9月1日 - 12時頃に発生した関東大震災により、校舎半壊、校庭に大亀裂が生ずるなどの被害が出たが、児童と教職員は全員無事だった。直ちに復旧工事に着手。
- 1941年（昭和16年） - 国民学校令により、中郡伊勢原町立伊勢原国民学校と改称。
- 1947年（昭和22年） - 学制改革により、中郡伊勢原町立伊勢原小学校と改称。
- 1951年（昭和26年） - 学校給食開始。
- 1954年（昭和29年）12月1日 - 大山町、成瀬村、大田村、高部屋村、比々多村を合併し、伊勢原町となる。
- 1964年（昭和39年） - 校歌制定。
- 1969年（昭和44年） - 学区域変更により、桜台小学校が分離独立する。
- 1970年（昭和45年） - 特別支援学級「ふじ組」を新設。
- 1971年（昭和46年） - 伊勢原町の市制施行により、伊勢原市立伊勢原小学校と改称。
- 1972年（昭和47年） - 創立100周年記念式典挙行。
- 1979年（昭和54年） - 新館鉄筋校舎（東校舎）と体育館及び給食室が完成。
- 1983年（昭和58年） - 校歌碑建碑。
- 1988年（昭和63年） - 二宮金次郎像を再建。
- 1990年（平成2年） - 校庭改修工事が完了し、「竣工記念の集い」を開催。
- 1992年（平成4年） - 伊勢原小学校「創立120周年記念の集い」を開催。
- 1994年（平成6年） - 東海大学医学部付属病院内に東海学級（病弱・身体虚弱学級）を開設。同年、南側道路工事、正門移設工事が完了し、現在の校舎・校庭となる。
- 1998年（平成10年） - 西校舎（1期・2期）耐震工事完了。
- 1999年（平成11年） - 学区再編により、板戸・東大竹地域の一部が竹園小学校学区へ編入、本校から児童約150名が転出し、児童数888人になる。
- 2001年（平成13年） - 学校創立130周年記念行事を開催。
- 2005年（平成17年） - 修学旅行を体験学習旅行とし、宿泊場所も長野県原村に変更する。同年、校庭に柳を植樹する。
- 2006年（平成18年） - 東校舎耐震補強工事完了。
- 2010年（平成22年） - 東校舎トイレ改修工事完了。
- 2011年（平成23年） - 伊勢原市総合防災訓練中央会場となる。
- 2012年（平成24年） - 学校創立140周年記念行事を開催。同年、全校一斉給食実施。
- 2015年（平成27年） - 東校舎北側・体育館一部改修工事完了。
- 2016年（平成28年） - 東校舎南側一部改修工事完了。
- 2017年（平成29年） - 遊具区域改修工事完了。
- 2020年（令和2年） - 空調設備設置工事完了。

## 学校教育目標
豊かな心と確かな学力をそなえ、健康でたくましい子どもの育成
- ”高い心をもとうよ 広い心をもとうよ”
- 明るく、思いやりのある子
- 自ら学び、なかまと学ぶ子
- 健康で、たくましい子

具体的目標
- 【徳育面】
  - ○あいさつを自分からしよう
  - ○思いやりのある言葉かけをしよう
  - ○丁寧な言葉づかいをしよう
  - ○自ら率先して、クラスみんなのためになることをしよう
  - ○決まりを守ろう
- 【知育面】
  - ○人の話をしっかり聴こう
  - ○自分の考えをノートに書こう
  - ○自分の考えを持ち、みんなの前で発表しよう
  - ○進んで家庭学習に取り組もう
- 【健康・体育面】
  - ○目標を持って体力づくりに取り組もう
  - ○早寝・早起きをし、朝食をしっかり摂ろう
  - ○安全に気をつけて生活しよう

## 通学区域
特記無き地区は全域
- 伊勢原一丁目
- 伊勢原二丁目
- 伊勢原三丁目
- 伊勢原四丁目
- 板戸（字毘沙門池、国道246号線以南かつ主要地方道相模原・大磯線以西並びに同線以東で伊勢原市道74号線、伊勢原市道394号線、伊勢原市道303号線、伊勢原市道217号線、伊勢原市道271号線、伊勢原市道79号線、伊勢原市道377号線及び伊勢原市道269号線で囲まれた地域を除く。ただし、伊勢原市道394号線と伊勢原市道303号線の間は、字芦添752番3号・字芦添754番（1号・2号・12号・13号・15号・20号）・字芦添780番8号・字芦添781番4号、字芦添782番4号、字芦添782番13号、字芦添783番4号で結んだ線を以て区分する。）
- 田中
- 東大竹一丁目
- 東大竹二丁目（8番～24番・100番・1556番・1557番を除く）
- 池端の一部（小田急小田原線以北）
- 沼目の一部（小田急小田原線以北）

## 進学先中学校
公立中学校の場合。
- 伊勢原市立中沢中学校

## 周辺
- 中央児童館
- 学校法人信愛学園認定こども園伊勢原幼稚園 - 進学前幼稚園のひとつ
- 中部地域包括支援センター
- 小田急電鉄小田原線伊勢原駅
- 神奈川県道61号平塚伊勢原線
- 伊勢原シティプラザ
- 伊勢原市役所
  - 市役所分室
- いせはら市民活動サポートセンター
- 伊勢原郵便局

## 交通
- 小田急電鉄小田原線伊勢原駅（北口）から、徒歩約355m・約6分（最短ルート移動した場合）。
- 神奈川中央交通「伊10」・「伊12」・「伊13」・「伊16」・「伊17」・「伊20」・「伊22」・「伊23」・「伊31」・「伊34」・「伊37」・「伊41」・「伊43」・「伊44」・「伊54」・「伊58」・「伊59」・「伊74」の各系統で、「本町」バス停下車後、徒歩約405m・約6分。
  - なお、上記系統は、伊勢原駅北口発着の為、伊勢原駅北口からは、徒歩移動が早い。